# Saison 1998-1999 de l'Élan sportif chalonnais
Saison 1997-1998 de l'Élan chalon en Pro A, avec une quatrième place pour sa troisième saison dans l'élite.

## Effectifs
| Nationalité | Joueur           | Taille |
| ----------- | ---------------- | ------ |
|             | Keith Gatlin     | 1,94 m |
|             | Andre Owens      | 1,98 m |
|             | Maurice Beyina   | 1,98 m |
|             | Emmanuel Schmitt | 1,94 m |
|             | Mickael Hay      | 1,78 m |
|             | David Robinson   | 2,06 m |
|             | Kent Hill        | 1,98 m |
|             | Jimmy Nebot      | 2,05 m |

| Nationalité | Joueur          | Taille |
| ----------- | --------------- | ------ |
|             | Cédric Mélicie  | 1,98 m |
|             | Rodrigue Moulin | 1,98 m |
|             | Pacome Blé      | 1,92 m |

| Nationalité | Joueur                  | Taille |
| ----------- | ----------------------- | ------ |
|             | Trevor Powell (pigiste) | 2,00 m |

## Matchs

### Matchs amicaux
Avant saison
- Chalon-sur-Saône / Besançon : 78-70
- Villeurbanne / Chalon-sur-Saône : 84-69 (à Aix-les-Bains)
- Chalon-sur-Saône / Hyères-Toulon : 69-61
- Nancy / Chalon-sur-Saône : 75-61
- Chalon-sur-Saône / Montpellier : 80-55 (Tournoi de Roanne)
- Chalon-sur-Saône / Limoges : 56-69 (Tournoi de Roanne)
- Chalon-sur-Saône / Dijon : 90-76 (Tournoi de Roanne)
- Chalon-sur-Saône / Sparta Prague  : 86-42
- Chalon-sur-Saône / Le Mans : 84-73 (Tournoi de Besançon)
- Besançon / Chalon-sur-Saône : 71-66 (Tournoi de Besançon)

### Championnat

#### Matchs aller
- Villeurbanne / Chalon-sur-Saône : 63-72
- Chalon-sur-Saône / Levallois : 74-48
- Chalon-sur-Saône / Limoges : 55-56
- Gravelines / Chalon-sur-Saône : 65-67
- Chalon-sur-Saône / Cholet : 77-84
- Nancy / Chalon-sur-Saône : 80-65
- Chalon-sur-Saône / Le Mans : 88-84
- Paris / Chalon-sur-Saône : 52-69
- Chalon-sur-Saône / Antibes : 71-55
- Évreux / Chalon-sur-Saône : 55-71
- Chalon-sur-Saône / Toulouse : 67-32
- Dijon / Chalon-sur-Saône : 60-71
- Chalon-sur-Saône / Pau-Orthez : 66-75
- Montpellier / Chalon-sur-Saône : 56-77
- Chalon-sur-Saône / Besançon : 92-91 (Après prolongation)

#### Matchs retour
- Levallois / Chalon-sur-Saône : 68-108
- Limoges / Chalon-sur-Saône : 76-73
- Chalon-sur-Saône / Gravelines : 76-73
- Cholet / Chalon-sur-Saône : 67-70
- Chalon-sur-Saône / Nancy : 60-49 Match de Pro A contre Montpellier en 1999.
- Le Mans / Chalon-sur-Saône: 72-65
- Chalon-sur-Saône / Paris : 68-62

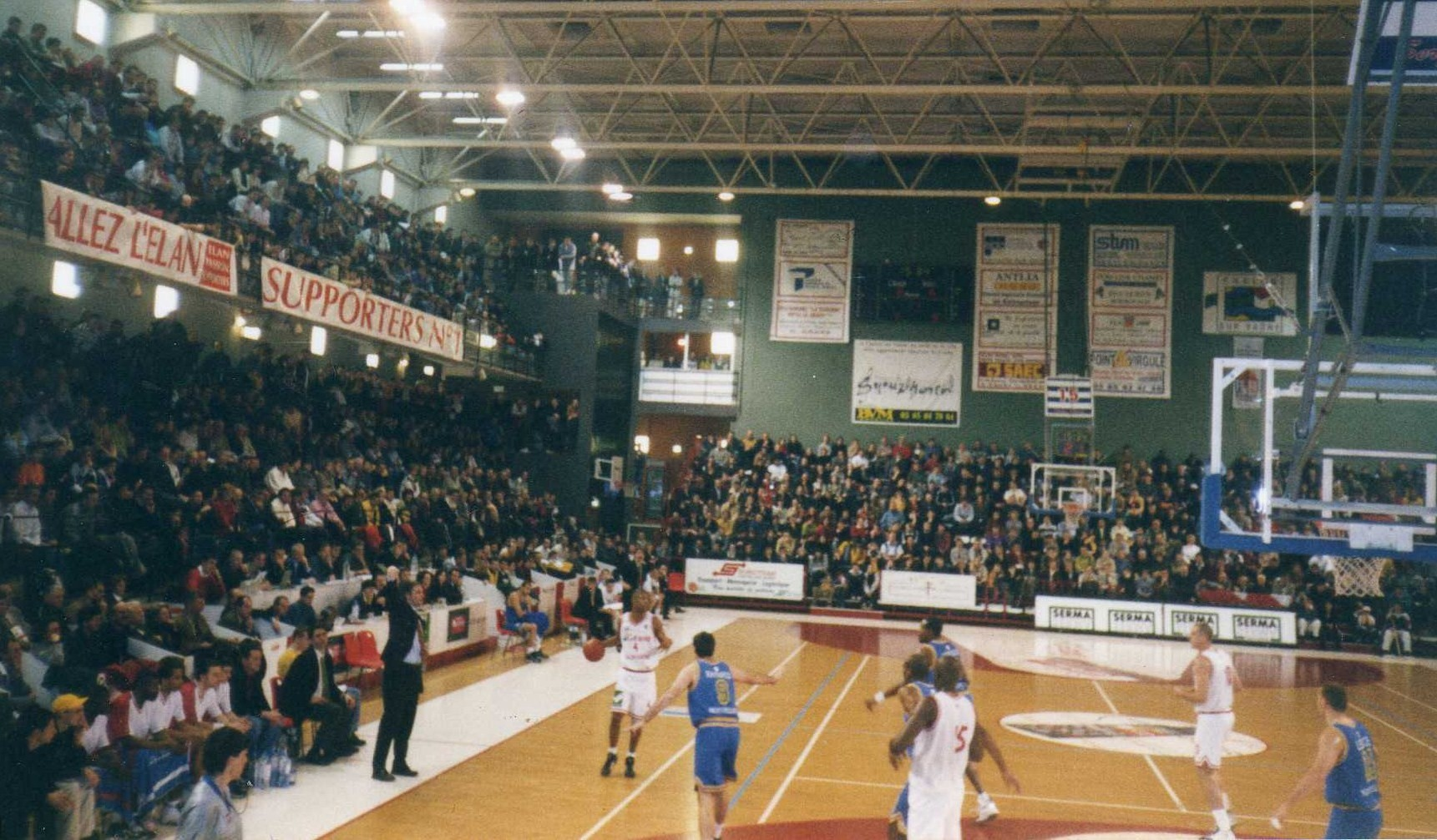
Match de Pro A contre Montpellier en 1999.

- Antibes / Chalon-sur-Saône : 66-67
- Chalon-sur-Saône / Évreux : 93-84
- Toulouse / Chalon-sur-Saône : 60-55
- Chalon-sur-Saône / Dijon : 83-70
- Pau-Orthez / Chalon-sur-Saône : 82-48
- Chalon-sur-Saône / Montpellier : 73-62
- Besançon / Chalon-sur-Saône : 92-91
- Chalon-sur-Saône / Villeurbanne : 83-84 (Après prolongation)

Extrait du classement de Pro A 1998-1999

## Bilan

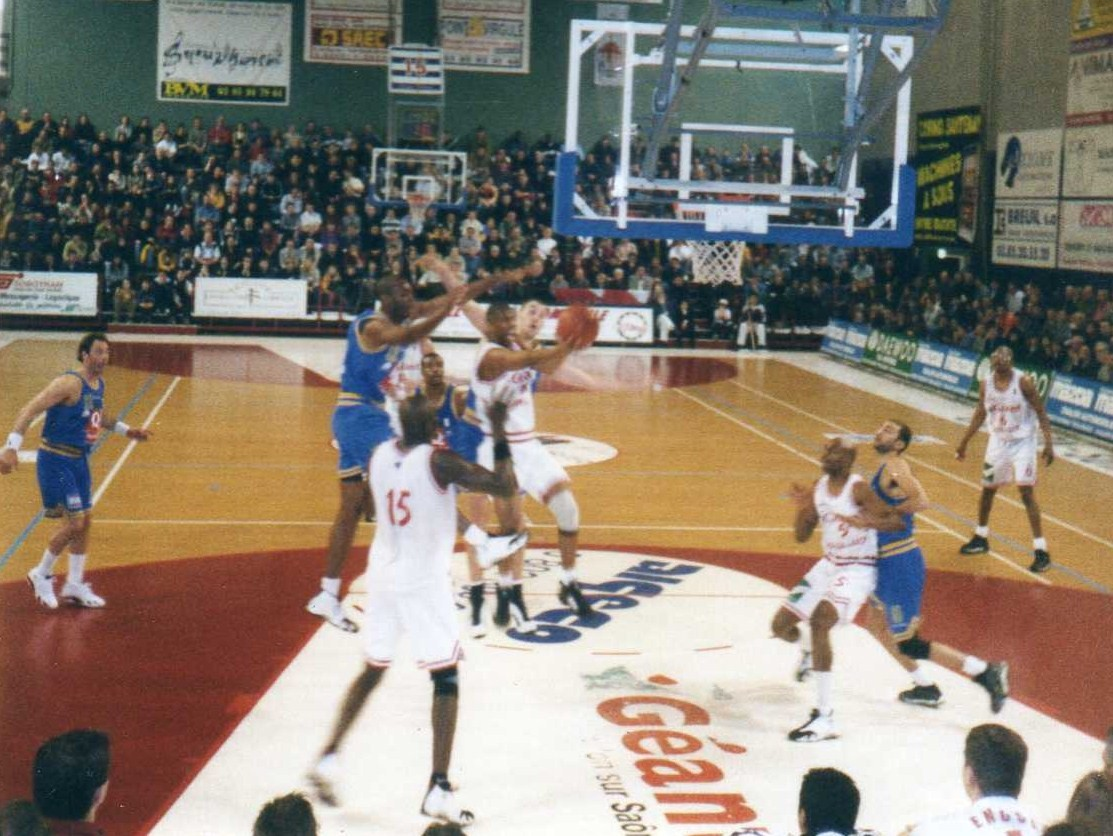
Match de Pro A contre Montpellier en 1999.

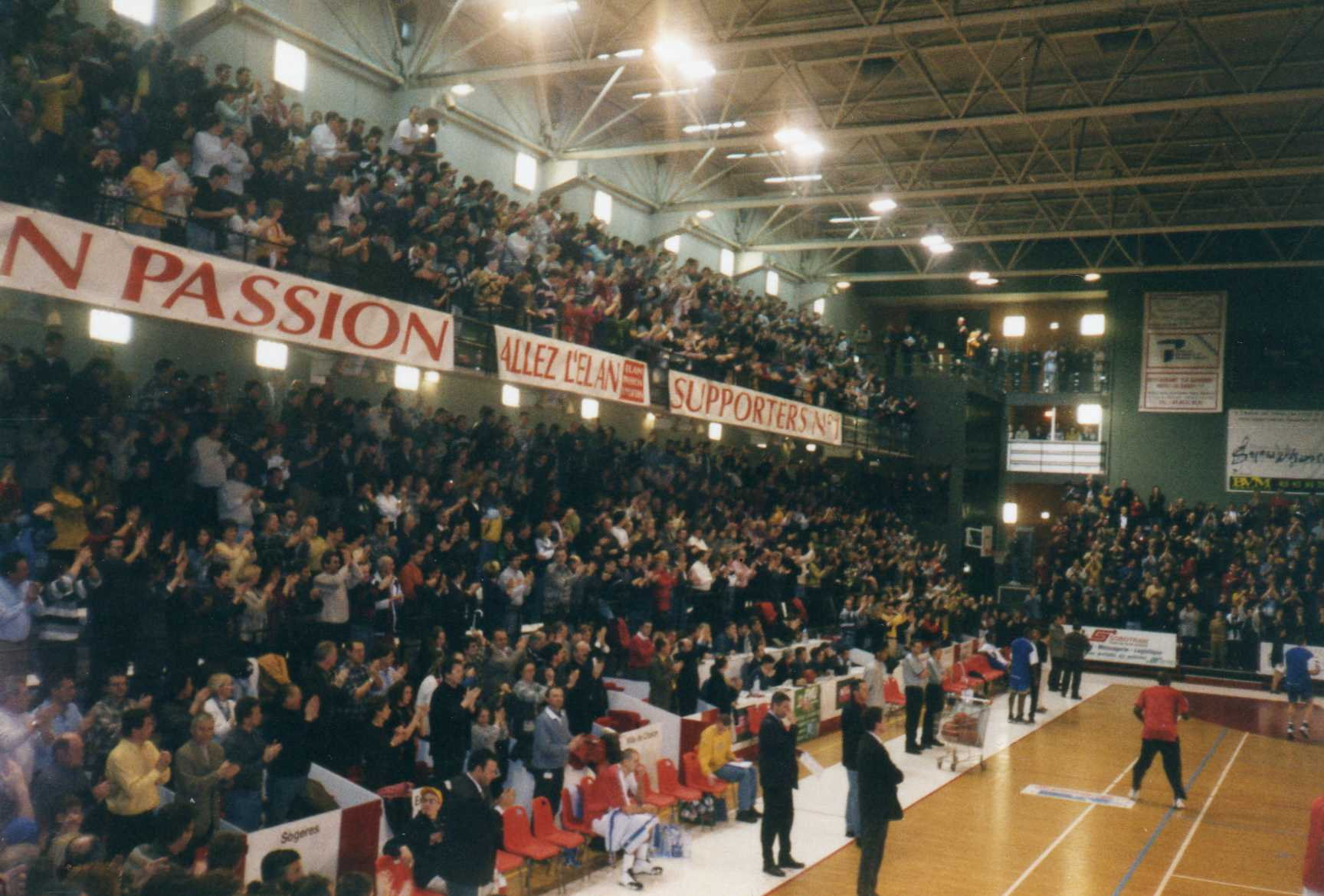
Public à la maison des sports